# Саркисян, Давид Ашотович
Давид Ашотович Саркисян (23 сентября 1947, Ереван — 7 января 2010, Мюнхен) — российский физиолог, кинодокументалист, искусствовед, куратор, директор Государственного научно-исследовательского музея архитектуры им. А. В. Щусева.

## Биография
Родился в 1947 году в Ереване. Отец — военный, мать — преподаватель русского языка.
Окончил биологический факультет МГУ по специальности «физиология человека». Кандидат биологических наук, более десяти лет работал во Всероссийском научном центре по безопасности биологически активных веществ. Разработал новый препарат амиридин, применяющийся для лечения болезни Альцгеймера.
С середины 1980-х работал вторым режиссёром на студии Мосфильм, кинокритиком в газете «Русская мысль» и в журнале «Киносценарии», затем — автором и режиссёром телепрограмм и документальных фильмов в компании Всемирное Русское Телевидение. Участвовал в создании более 20 документальных фильмов.
С 1 января 2000 года работал директором Государственного научно-исследовательского музея архитектуры им. А. В. Щусева. Добился переименования учреждения в МУАР.
Был одним из создателей галереи Дом Нащокина, курировал выставку «Москва — Берлин. 1950—2000. Архитектура» и российскую экспозицию «Два театра» на Венецианской биеннале, симпатизировал архитектуре Третьего рейха.
Позиционировал себя как активный защитник архитектурного исторического наследия: выступал против перестройки исторических мест Москвы, сноса гостиницы Москва, реконструкции дворцово-паркового ансамбля Царицыно, строительства Охта-центра в Санкт-Петербурге, проявлений лужковского стиля в архитектуре Москвы.
Скончался в мюнхенской клинике 7 января 2010 года на 63-м году жизни. Похоронен в Москве на Троекуровском кладбище. В 2011 году на могиле установлен памятник работы архитекторов Юрия Григоряна и Александра Бродского.

## Фильмография
- Товарищ Коллонтай и её любовники
- Анна Карамазофф
- Вокальные параллели

## Память
В 2013 году в Государственном музее архитектуры открылась мемориальная экспозиция «Кабинет Давида».